# С пяти до семи
«С пяти до семи» — российско-латвийская мелодрама 2015 года. Фильм снят режиссёром Владимиром Щегольковым по сценарию, написанному им совместно с Александром Гоноровским. Главные роли сыграли Александр Ильин и Дарья Мельникова. Съёмки проходили в Риге.
Фильм впервые был показан в сентябре 2015 года на кинофестивале «Амурская осень», где получил Гран-при имени Валерия Приёмыхова в категории «Лучший фильм», а также победил в категории «Лучший оператор».
В августе 2016 года фильм был показан в рамках расширенной программы «Выборгский счёт» кинофестиваля «Окно в Европу», а также на международном кинофестивале короткометражных фильмов Балтийских стран «Open Place».
28 декабря 2016 года был представлен официальный трейлер.
Премьера картины в российских кинотеатрах состоялась 26 января 2017 года.

## Сюжет
Каждый день с пяти до семи часов вечера Олег ждёт в кафе свою бывшую девушку Анну, которая бросила его полгода назад. Однажды он встречает там Веру, которая тоже пережила расставание, и кафе становится местом их свиданий.

## В ролях

Процесс съёмок фильма. Рига, июнь 2013 г.

| Актёр                | Роль                                                       |
| -------------------- | ---------------------------------------------------------- |
| Александр Ильин      | «Он» / Олег Николаевич                                     |
| Дарья Мельникова     | «Она» / Вера Петровна Саморядова                           |
| Дмитрий Муляр        | майор с контузией                                          |
| Илзе Блауберга       | Надежда официантка                                         |
| Амаду Мамадаков      | бармен                                                     |
| Константин Шелестун  | Прохоров капитан убойного отдела                           |
| Мадара Мелне-Томсоне | девушка Виктора                                            |
| Ирина Бутанаева      | уборщица                                                   |
| Иева Сеглиня         | Анна Карнакова бывшая девушка Олега, редактор журнала      |
| Матин Умаров         | таджик                                                     |
| Эдгарс Озолиньш      | Виктор Суров грабитель банка                               |
| Гундарс Аболиньш     | Константин Аркадьевич Попов психолог и преподаватель труда |
| Дарья Екамасова      | Дуня беременная невеста                                    |
| Андрей Можейко       | Стас жених Дуни                                            |
| Анда Зайце           | пожилая секретарша                                         |
| Татьяна Рыбинец      | озвучивание                                                |